# Фогуан
Храм Фогуан (кит. упр. 佛光寺, пиньинь Fóguāng Sì, буквально: «Храм света Будды») — буддийский храм, расположенный в пяти километрах от посёлка Доуцунь, уезда Утай, провинция Шаньси. Главный зал храма, Большой восточный зал, был построен в 857 году, во времена империи Тан.
На территории храма находятся одни из самых ранних сохранившихся деревянных построек в Китае. Храм также содержит еще один значимый зал, датируемый 1137 годом, и известный как зал Манджушри. Кроме того, вторая старейшая из сохранившихся пагод в Китае (после пагоды Сунъюэ), построенная в VI веке, находится на территории храма. Сегодня храм внесен в список всемирного наследия ЮНЕСКО и проходит реставрацию.

## История
Храм был основан в V веке, во времена империи Северная Вэй. В период между 785 и 820 годами на этой территории велась активная застройка, в том числе был построен трёхэтажный 32-метровый павильон. В 845 году император Уцзун начал преследование буддизма в Китае. Храм Фогуан был сожжен дотла, сохранилась только пагода Цзуши. Двенадцать лет спустя, в 857 году храм был восстановлен, на месте бывшего трехэтажного павильона был возведен Большой восточный зал. Женщина по имени Нин Гунъюй пожертвовала большую часть средств, необходимых для строительства зала, и строительством занимался монах Юаньчэн. В X веке, храм Фогуан был изображен на стенах в 61 пещере Могао. Однако, вполне вероятно, что художники никогда не видели храм, потому что главный зал на фреске изображен как двухэтажное белое здание с зеленой крышей, что сильно отличается от красно-белого Большого восточного зала. Этот факт указывает на то, что храм Фогуан являлся важным местом для буддийских паломников. В 1137 году, во времена империи Цзинь, к северу от храма был построен зал Манджушри, вместе с другим залом, посвященным Самантабхадре, который сгорел во времена империи Цин.
В 1930 году в Китае стартовало крупное исследование старинных зданий. В 1937 году командой во главе с Лян Сычэном было обнаружено, что храм Фогуан относится к временам империи Тан. Лян узнал о дате основания после того, как его жена нашла надпись на одной из балок. Точная же дата была подтверждена после окончания изучения здания, и была согласована с известной информацией о сооружениях времен империи Тан.

## Территория храма

Схема территории храма

В отличие от множества других китайских храмов, ориентированных с юга на север, храм Фогуан ориентирован с востока на запад, из-за своего расположения среди гор. Одновременно, такое расположение, как считается, является частью практики фэншуй, применяемой к храму. Храм состоит из двух основных залов. Северный называется залом Манджушри и был построен в 1147 году, во времена империи Цзинь. Второй, Большой восточный зал был построен в 857 году, во время империи Тан. Ещё один крупный зал, известный как зал Самантабхадры, когда-то существовал на южной стороне монастыря, но не сохранился.

### Большой восточный зал

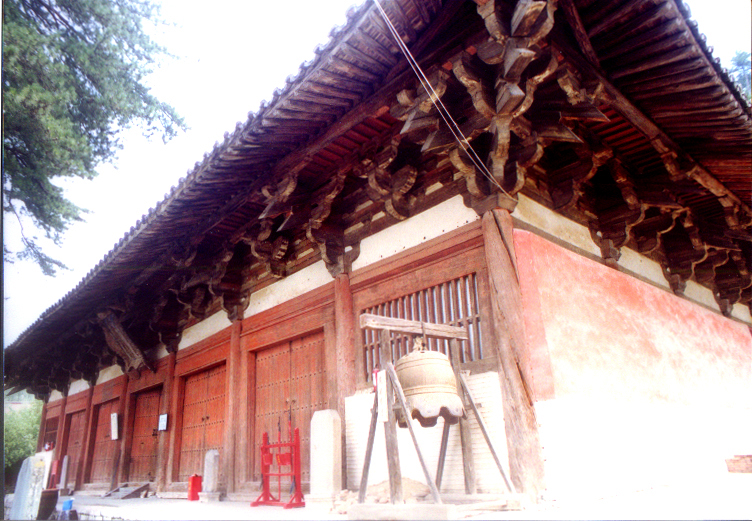
Вход в Большой восточный зал

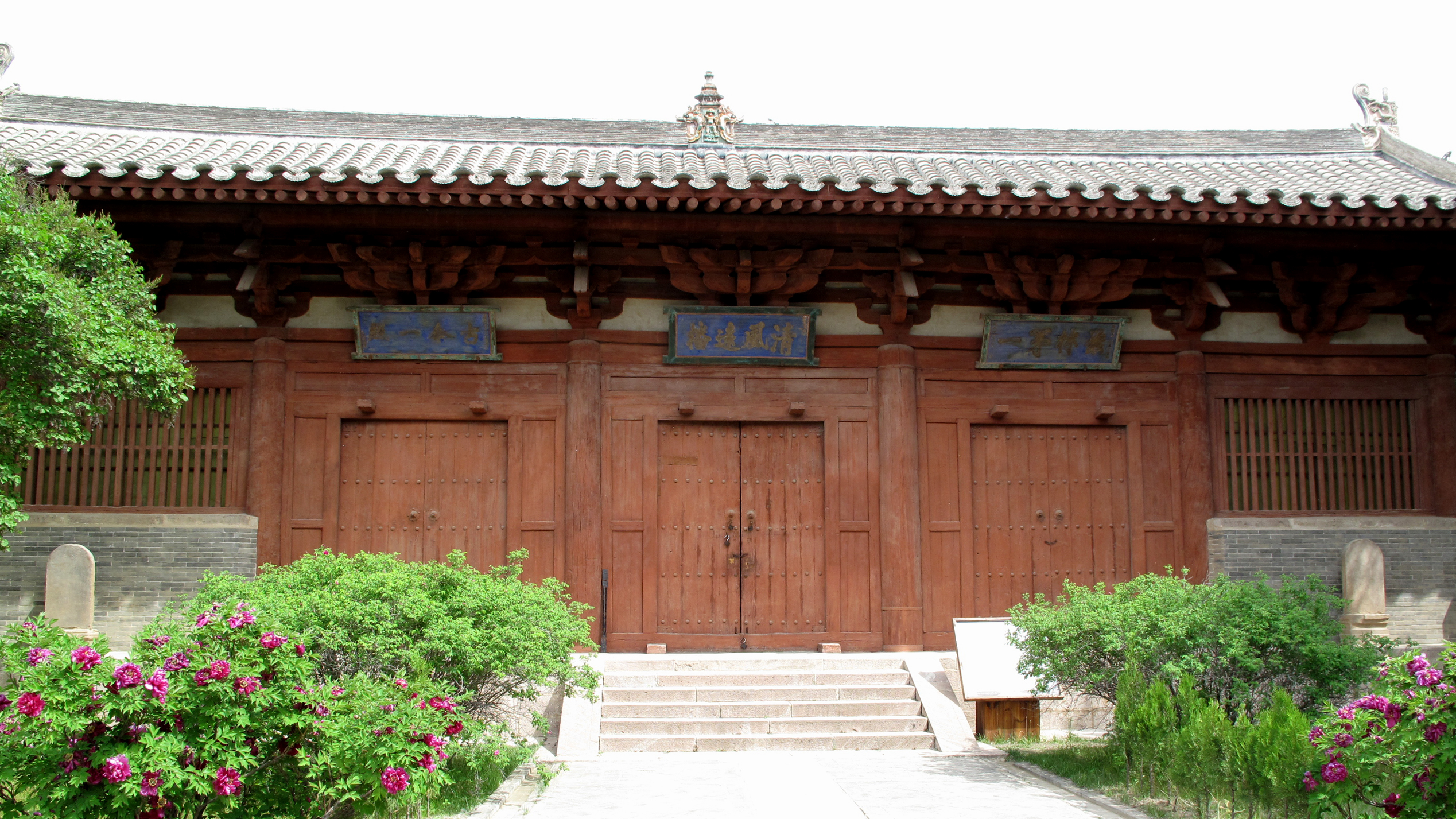
Вход в зал Манджушри

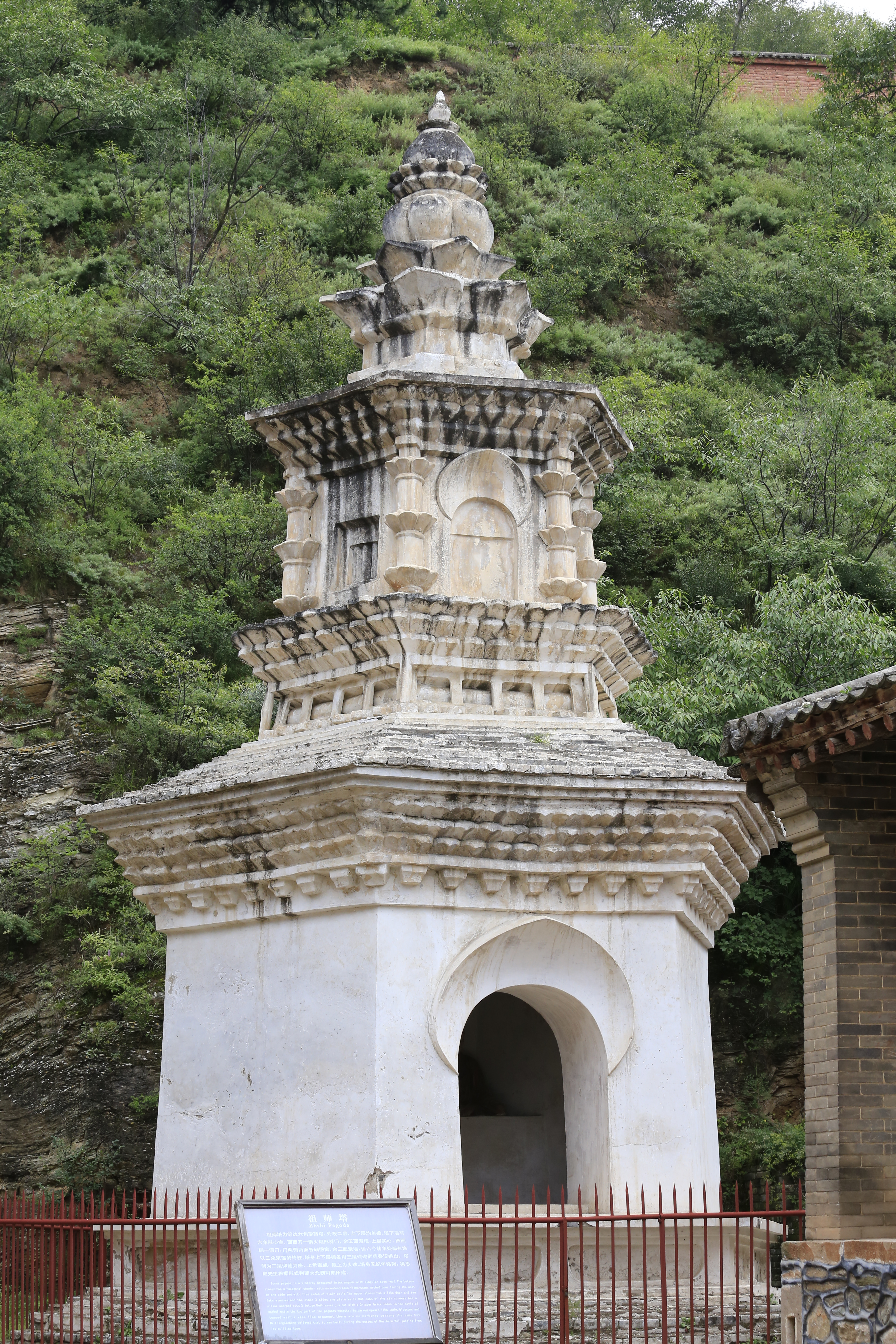
Пагода Цзуши

Построенный в 857 году, во времена империи Тан, Большой восточный зал (кит. 东大殿), является третьим старейшим сохранившимся деревянным зданием в Китае, после главного зала храма Наньчань (построен в 782 году) и главного зала храма Пяти драконов (831 год). Зал построен на дальней восточной стороне храма, на большой каменной основе. Одноэтажное здание занимает площадь 34 на 17,7 метров. Сложная по конструкции шатровая крыша свидетельствует о важности Большого восточного зала. В соответствии с архитектурным трактатом XI века, Инцзао Фаши, Большой восточный зал соответствует седьмому уровню зданий из восьми существующих. Высокий уровень восточного зала указывает на то, что даже во времена империи Тан это было важным зданием, при этом, другие здания этого периода и уровня не сохранились.
Внутри зала имеется тридцать шесть скульптур, все его стены расписаны, и всё это датируются временем империи Тан и более поздних периодов. К сожалению, статуи потеряли свою художественную ценность в результате перекраски в 1930-е годы. В центре зала расположена платформа с тремя большими статуями Шакьямуни, Амитабхи и Майтрейи, сидящих в позе лотоса. Каждая из этих трех статуй окружена четырьмя помощниками с боков и двумя бодхисаттвами спереди. Рядом с площадкой установлена статуя Манджушри верхом на льве и Самантабхадры на слоне, кроме того, два небесных царя стоят по обе стороны платформы. Статуи Нин Гунъюй и монаха Юаньчэна, занимавшихся строительством зала, установлены в задней части зала. На большой фреске в зале изображены события, имевшие место в джатаки, в которой рассказывается о прошлой жизни Будды. На меньших росписях в храме изображены Манджушри и Самантабхадра.

### Зал Манджушри
На северной стороне храма находится зал Манджушри (кит. 文殊殿). Он был построен в 1137 году, во времена империи Цзинь, и имеет примерно тот же размер, что и восточный зал. Он построен на фундаменте высотой 83 см, имеет спереди три двери и одну центральную заднюю дверь. Внутри зала имеются только четыре опорных колонны. Для поддержки большой двускатной крыши используются диагональные балки. На каждой из четырех стен имеются фрески с архатами, изображенными в 1429 году, во времена империи Мин.

### Пагода Цзуши
Пагода Цзуши (кит. 祖师塔), представляет собой небольшую погребальную пагоду, расположенную к югу от Большого восточного зала. Точная дата строительства пагоды не известна, она была построена либо во времена Северной Вэй, либо Северной Ци, и возможно, здесь находится могила основателя храма Фогуан. Высота пагоды составляет 6 метров, сверху она украшена лепестками лотоса, шпиль также выполнен в форме цветка.

### Погребальные столбы
В основании храма имеются два погребальных столба времен империи Тан. Самый ранний, высотой 3,24 метров, был поставлен в 857 году, одновременно со строительством восточного зала.

## Современность
Начиная с 2005 года, Фонд глобального наследия (GHF), в сотрудничестве с университетом Цинхуа (Пекин), начали работу по реставрации Большого Восточного зала храма Фогуан с целью сохранения культурного наследия. В зале не проводилось никаких реставрационных работ с XVII века, и оно страдало от множественной гнили. Несмотря на процесс реставрации храма, он по-прежнему остается открытым для общественности. 26 июня 2009 года храм был включен как часть горы Утайшань в список всемирного наследия ЮНЕСКО.